# 学前围
学前围，位于中国广东省清远市英德市英城镇，为英德市文物保护单位，类型为古建筑，公布时间为2000年12月。
学前围的历史年代为清代。